# Tabontebike (Abaiang)
Tabontebike ist ein Ort an der Südwestspitze des Abaiang-Atolls in den zum Inselstaat Kiribati gehörenden Gilbertinseln im Pazifischen Ozean. 2020 hatte der Ort 287 Einwohner.

## Geographie
Tabontebike liegt an der Südwestspitze der Hauptinsel des Atolls Abaiang an der südlichen Bootspassage zur Lagune. Südlich des Ortes befindet sich der Bolton Point (Tekawewe); die nächste Siedlung im Südosten ist Tebwanga.

## Klima
Das Klima ist tropisch heiß, wird jedoch von ständig wehenden Winden gemäßigt. Ebenso wie die anderen Orte des Abaiang-Atolls wird Tabontebike gelegentlich von Zyklonen heimgesucht.